# Agave albescens
Espèce
Agave albescens est une espèce de plantes du genre Agave.